# Bledius suturalis
Bledius suturalis är en skalbaggsart som beskrevs av Leconte 1863. Bledius suturalis ingår i släktet Bledius och familjen kortvingar. Inga underarter finns listade i Catalogue of Life.